# Sigrun Krause
Sigrun Krause (n. 28 ianuarie 1954, Steinbach-Hallenberg, Turingia, Germania) este o schioară de fond ce a reprezentat Germania, medaliată olimpică. A participat la o ediție a Jocurilor Olimpice (1976) în care a câștigat o medalie de bronz.